# (559) Nanon
(559) Nanon est un astéroïde de la ceinture principale.

## Description
(559) Nanon est un astéroïde de la ceinture principale découvert par Max Wolf le 8 mars 1905 à Heidelberg.
Il a été ainsi baptisé en référence au personnage titre de l'opérette Nanon (de) de Richard Genée (1823-1895), basée sur une comédie française (Nanon, Ninon et Maintenon, ou les Trois Boudoirs, d'Emmanuel Théaulon, Jean-Pierre-François Lesguillon et Achille d'Artois) située au temps de Louis XIV.